# 長春県 (吉林市)
長春県（ちょうしゅん-けん）は中華人民共和国吉林省にかつて存在した県。現在の吉林省前ゴルロス・モンゴル族自治県一帯に相当する。
遼代に設置され、元代に廃止された。